# Peter Wouters (bestuurder)
Peter Wouters (Herentals, 27 januari 1970) is een Belgisch bestuurder. Sinds 2017 is hij voorzitter van beweging.net.

## Levensloop
Wouters behaalde in 1992 een bachelor in sociaal werk aan het Hoger Instituut der Kempen (HIK) en ging onmiddellijk daarna aan de slag als educatief medewerker bij de Kristelijke Werknemersbeweging (KWB). Daar werd hij in 1995 ook provinciaal secretaris voor Vlaams-Brabant en Brussel.
In 2000 maakte Wouters de overstap naar de academische wereld. Bij de Sociale School Heverlee (UC Leuven-Limburg) nam hij verschillende functies op, waaronder opleidingshoofd voor de bachelor in sociaal werk. In 2009 behaalde hij zelf nog een master in sociaal werk en sociaal beleid aan Katholieke Universiteit Leuven. Hij specialiseerde zich daarbij in gemeenschapsvorming.

### Christelijke arbeidersbeweging
Peter Wouters is al jaren actief in het maatschappelijk middenveld. Naast zijn baan bij de KWB, was hij ook als raadgever werkzaam bij de KAJ en verschillende cultuurcentra. Hij engageert zich ook al lang binnen de christelijke arbeidersbeweging. Hij is lid van de redactieraad van de Gids op Maatschappelijk Gebied, het wetenschappelijk maandblad van beweging.net, en hij werd in 2007 verbondsvoorzitter van ACW Leuven. Tussen 2015 en 2017 was Wouters bestuurder bij vrouwenorganisatie Femma. Op 3 juni 2017 verkoos de algemene vergadering van beweging.net Wouters tot nieuwe voorzitter, als opvolger van Patrick Develtere. Voor de buitenwereld was dit een eerder verrassende verkiezing. Hij startte met een actualiseringsoefening in de netwerkorganisatie en bouwde beweging.net om van een geografisch gestuurde naar een thematisch gestuurde organisatie. Tegelijk bouwde hij een nieuwe politieke strategie uit. In 2021 werd Wouters herverkozen voor een tweede ambtstermijn, met 97% van de stemgerechtigden.

## Publicaties
- Wouters, P., "Projectwerking als motor voor een nieuwe dynamiek", in: GMG, mei 2000, 20 p.
- Wouters, P., "Praktijkverhalen (Geel), (Geel), (Genk), (Leuven)" en “Praktijktheorie (medewerker gemeenschapsvorming)”, in: Corijn, E., "Het sociale van Cultuur", 2007, p. 83-102
- Wouters, P., "Lokaal zal het zijn", in: GMG, mei 2010, 2 p.
- Wouters, P., "Reflecties voor het onderwijs", in: Bevers, H. e.a., "Sociaal-culturele verenigingen: het sociaal kapitaal van de samenleving?", 2011, p. 185–200
- Wouters, P., "Impressies van de G1000", in: GMG, december 2011, 3 p.
- Wouters, P. en Van den Bossche, S, "Grondlaag en pigment: kunst, cultuur en samenleving", Garant, 2012, 235 p.
- De Laeter, D., Lemahieu, T., Vermeersch, L., en Wouters P., "Sociaal-cultureel en educatief werk. Het beleid in Vlaanderen. Een wegwijzer", Kluwer, 2013, 132 p.
- Wouters, P. en Gehre, G., "Sociaal Werk: de studie en het beroep", Garant, 2018, 225 p.
- Wouters, P. in "Onvoltooid verleden tijd" van Ivo Janssens (red), Sterck en de Vreese, 2020, 271 p.

- International Standard Name Identifier: 0000 0004 4281 6040
- Nederlandse Thesaurus van Auteursnamen: 370602986
- Virtual International Authority File: 309882672
- WorldCat: E39PBJfrHtFdp9rwGpT4GrV3cP